# Kis Zsigmond
Kis Zsigmond (Újpest, 1898. október 14. – Dachau, 1945. január) magántisztviselő, 1918-tól a Kommunisták Magyarországi Pártja (KMP) tagja.

## Életpályája
1919-ben, a Tanácsköztársaság alatt a Közoktatásügyi Népbiztosságon dolgozott, majd a Vörös Hadseregben zászlóaljparancsnokként harcolt.
A Tanácsköztársaság megdöntése után emigrált, 1921–25-ben Londonban dolgozott. 1925-ben kiutasították Angliából. Ekkor a Szovjetunióba került, ahol egy faipari tröszt igazgatója volt.
1929-ben magyarországi (kommunista) pártmunkára irányították. Budapesten az illegális nyomdák egyik vezetője volt. 1931-ben letartóztatták és 9 havi börtönre ítélték. Kiszabadulása után, 1933-ban külföldre ment, de 1935-ben a KMP Központi Bizottsága megbízásából visszatért és a hazai pártmunkában irányító szerepet töltött be. 1936-ban letartóztatták és 15 évi fegyházra ítélték. 1944-ben a dachaui koncentrációs táborba hurcolták és ott halt meg, 1945 elején.

## Emlékezete
Nevét Budapest Újpesten az 1990-es rendszerváltásig utca viselte (ma Csányi László utca).